# Amphiprion bicinctus
Amphiprion bicinctus és una espècie de peix de la família dels pomacèntrids i de l'ordre dels perciformes.
És present a la Mar Roja (Oceà Índic occidental) i Chagos.
Viu en zones de clima tropical (31°N - 7°S), associat als esculls de corall, a 1-30 m de fondària
i en simbiosi amb les anemones Entacmaea quadricolor, Heteractis aurora, Heteractis crispa, Heteractis magnifica i Stichodactyla gigantea.
Els mascles poden assolir 14 cm de llargària total.
És ovípar i monògam. Pot ésser criat en captivitat.

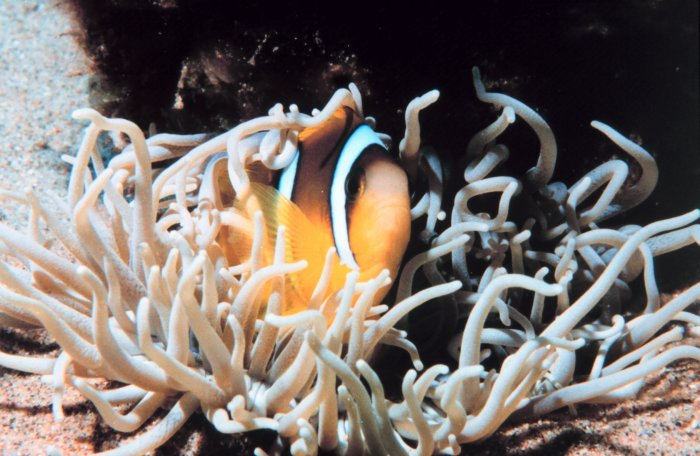
Amphiprion bicinctus
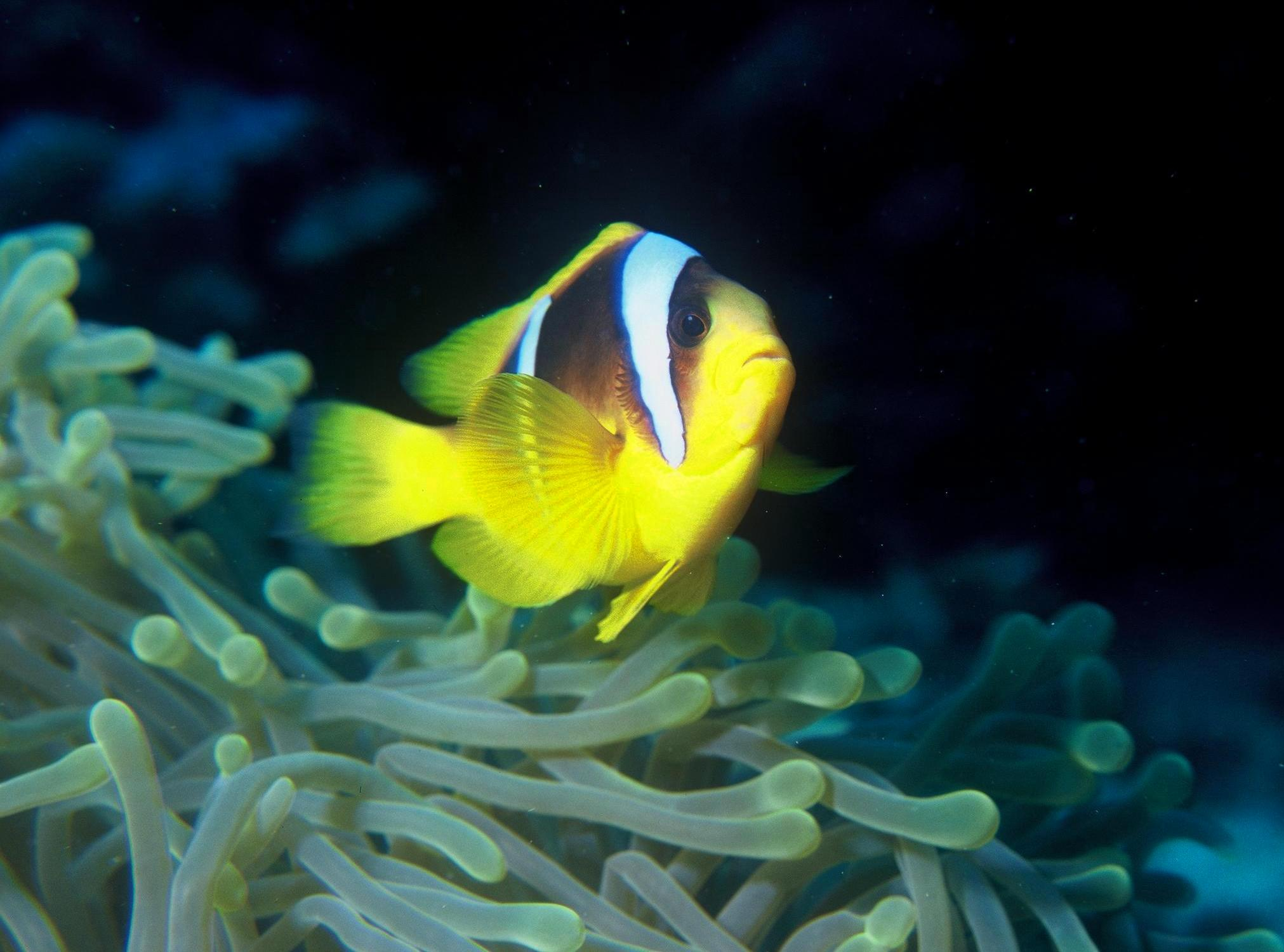
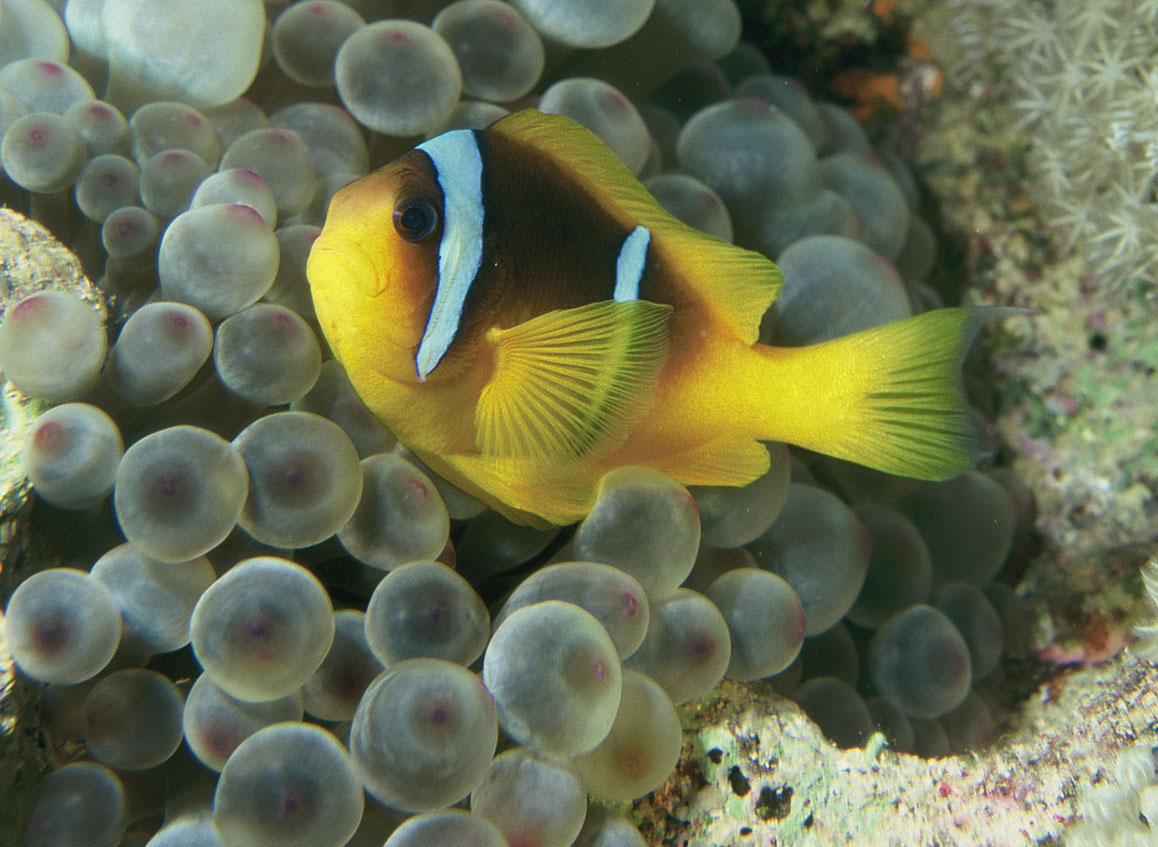
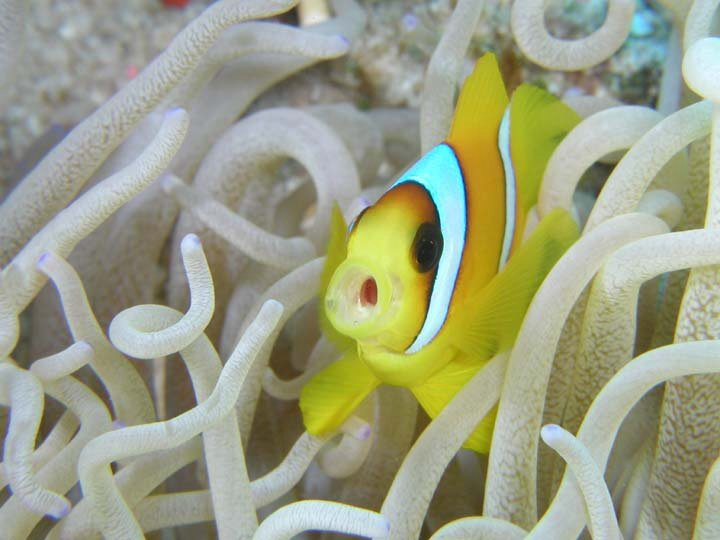
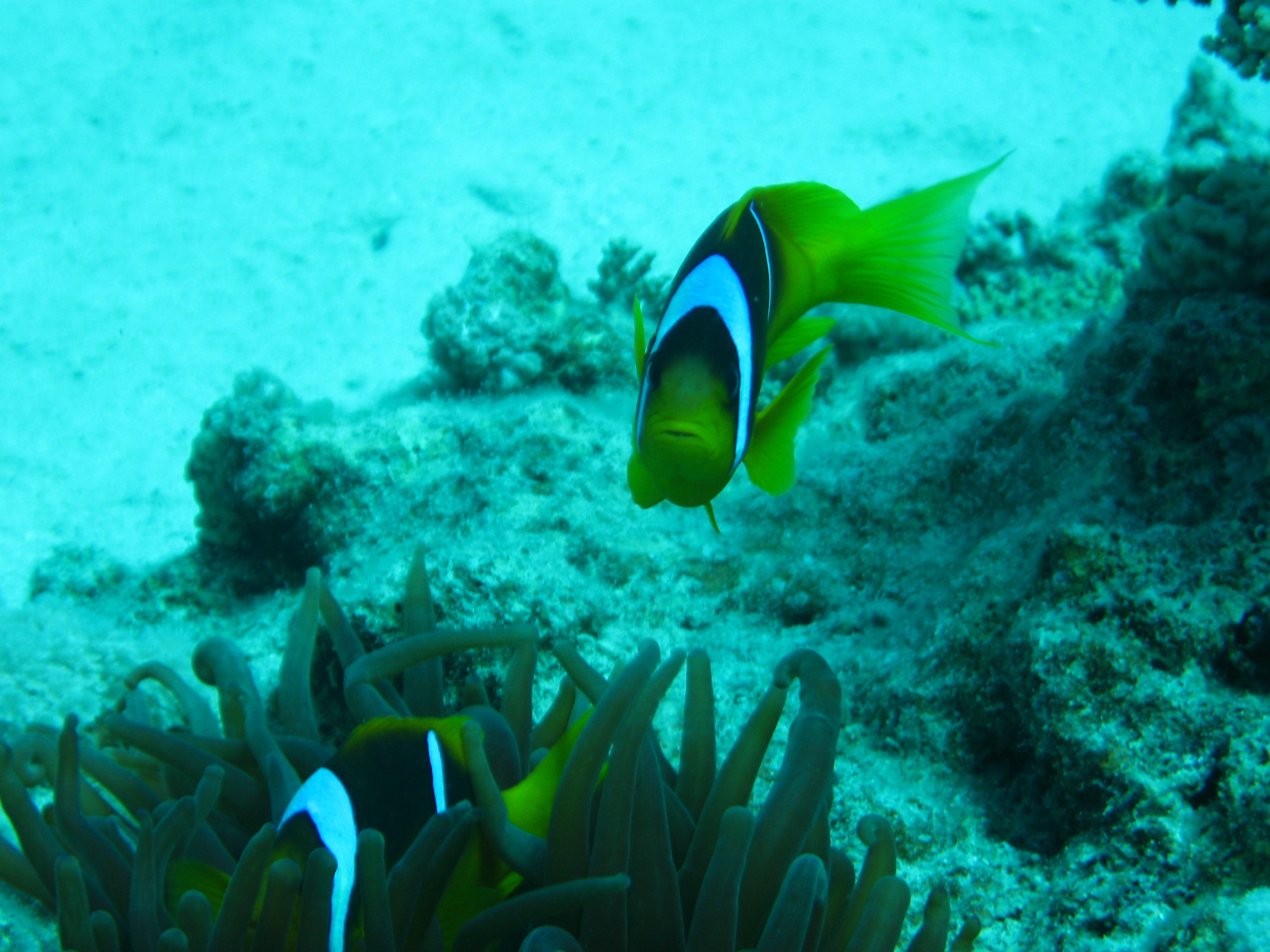
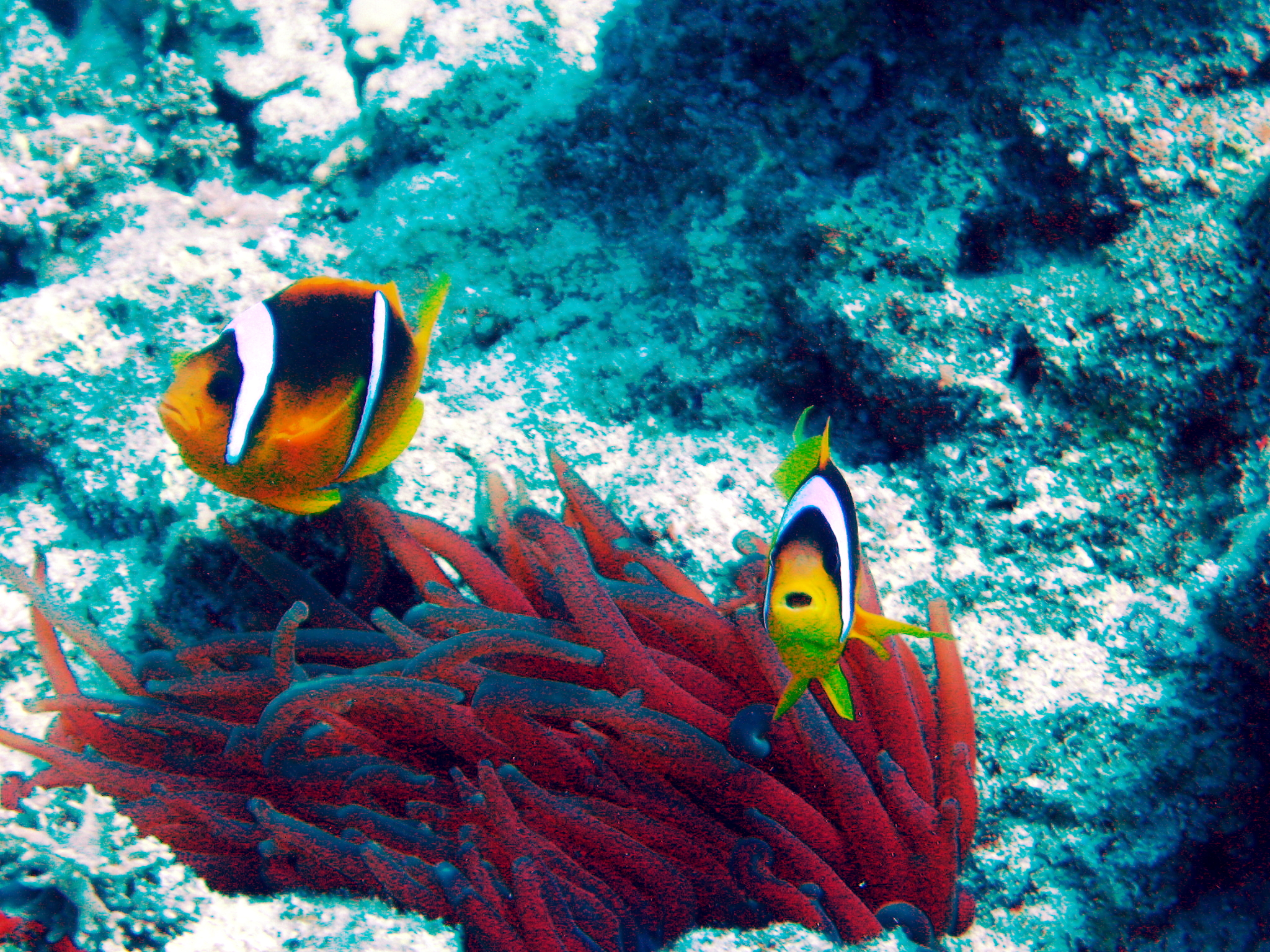